# Divisão Montada Australiana
A Divisão Montada Australiana (em inglês: Australian Mounted Division), criada em janeiro de 1917 com o nome de Divisão Montada Imperial, foi um divisão de infantaria montada, cavalaria ligeira australiana (Australian light horse) e cavalaria yeomanry que atuou no Teatro do Médio Oriente da Primeira Guerra Mundial. A divisão foi formado no Egito e, juntamente com a Divisão Montada ANZAC fez parte da Coluna do Deserto, que em agosto de 1917 foi rebatizada Corpo Montado do Deserto, que por sua vez fazia parte da Força Expedicionária Egípcia.
Inicialmente, a divisão era composta pela 3.ª Brigada de Cavalaria Ligeira australiana (que antes integrou a Divisão Montada ANZAC), a reconstituída 4.ª Brigada de Cavalaria Ligeira australiana e duas brigadas yeomanry britânicas (a 5.ª e a 6.ª brigadas montadas).
Embora a maioria dos militares da divisão fossem australianos, havia também unidades constituídas por neozelandeses e franceses.

## Formação
A Divisão Montada Imperial foi formada no Egito em 1917, juntando duas brigadas de cavalaria ligeira australiana, duas brigadas yeomanry britânicas e uma brigada britânica de artilharia a cavalo (com quatro baterias).
3.ª Brigada de Cavalaria Ligeira (3th Light Horse Brigade)
Foi formada na Austrália em outubro de 1914, com o 8.º, 9.º e 10.º regimentos, e foi enviada para o Egito em março de 1915. Foi desmontada e serviu na Campanha de Galípoli entre maio e dezembro, integrada na Divisão da Noza Zelândia e Austrália, notabilizando-se na Batalha de Sari Bair. Juntou-se à Divisão Montada ANZAC quando esta foi formada em março de 1916 e entrou em ação com ela nas batalhas de Romani (agosto de 1916) e de Magdhaba (dezembro de 1916). Quando se juntou à Divisão Montada Australiana, em janeiro de 1917, foi substituída na Divisão Montada ANZAC epla 22.ª Brigada Montada britânica.
4.ª Brigada de Cavalaria Ligeira (4th Light Horse Brigade)
Foi formada na Austrália em fevereio de 1915, com os 11.º, 12.º e 13.º regimentos de cavalaria ligeira australianos, e foi enviada para o Egito em julho de 1915. A brigada foi depois dividida: o 11.º Regimento foi desmontado e serviu em Galípoli como reforço de outros regimentos; o 11.º Regimento  foi desmontado e unido à 3.ª Brigada de Cavalaria Ligeira em Galípoli (agosto—dezembro de 1915) e à 2.ª Brigada de Cavalaria Ligeira no Egito (abril de 1915 – janeiro de 1917); o 13.º Regimento permaneceu desmontado e juntou-se à 2.ª Divisão australiana. A brigada foi reestruturada em janeiro de 1917, tendo o 4.º Regimento de Cavalaria Ligeira australiano tomado o lugar do 13.º.
5.ª Brigada Montada (5th Mounted Brigade)
Foi criada em 1908 como parte da Força Territorial (Territorial Force), com o nome de 1.ª Brigada Montada de South Midland, com três regimentos yeomanry: o Warwickshire Yeomanry, o Hussardos Reais de Gloucestershire (Royal Gloucestershire Hussars) e os Hussardos da Rainha de Worcestershire (Queen's Own Worcestershire Hussars). Pouco depois da eclosão da guerra, foi atribuída à 2.ª Divisão Montada britânica e foi enviada para o Egito em abril de 1915. Foi desmontada em agosto de 1915 e participou na Campanha de Galípoli com 1.ª Brigada Montada, nomeadamente na Batalha de Scimitar Hill. Devido às baixas, em agosto de 1915 formou uma unidade equivalente a um batalhão — o  1.º Regimento de South Midland — na 1st Composite Mounted Brigade. Regressou ao Egito em dezembro, onde foi reestruturada e novamente montada. A 2.ª Divisão Montada britânica foi dividida em janeiro de 1916 e serviu como "Corpo de Tropas" (Corps Troops) a partir de 21 de janeiro de 1916; foi designada 5.ª Brigada Montada em abril e juntou-se à Divisão Montada Australiana.
Quando a Divisão Montada Australiana foi formada, juntou-se à 5.ª Brigada Montada uma unidade neozelandesa — o 2.º Esquadrão de Metralhadoras (2nd New Zealand Machine Gun Squadron) — e uma unidade francesa — o 1.º Regimento Misto de Cavalaria do Levante (1er Regiment Mixte de Cavalerie du Levant). Este último era composto por dois esquadrões do 1.º Regimento de Spahis (argelinos) e dois esquadrões do 4.º Regimento de Chasseurs d'Afrique.
6.ª Brigada Montada (6th Mounted Brigade)
Foi igualmente criada em 1908 como parte da Força Territorial, com o nome de 2.ª Brigada Montada de South Midland, com três regimentos yeomanry: a Berkshire Yeomanry, os Hussardos Reais de Buckinghamshire, e os Hussardos da Rainha de Oxfordshire (Queen's Own Oxfordshire Hussars). Em 19 de setembro de 1914, os Hussardos de Oxfordshire foram enviados para França, integrados na Força Expedicionária Britânica, juntando-se à 4.ª Brigada de Cavalaria. No mesmo mês, a Queen's Own Dorset Yeomanry juntou-se à 6.ª Brigada Montada em substituição dos Hussardos de Oxfordshire. Os primeiros serviços da brigada foram idênticos aos da 5.ª Brigada Montada até janeiro de 2016, quando foi integrada na Divisão Montada Australiana e se juntou à Força da Fronteira Ocidental (Western Frontier Force), que combateu na Campanha Senussi, no Egito Ocidental e na Líbia.
XIX Brigada da Artilharia a Cavalo Real (XIX Brigade, Royal Horse Artillery (T.F.))
Foi formada para integrar a divisão em janeiro de 1917, com quatro baterias de artilharia a cavalo da Força Territorial britânica: a 1/1st Berkshire e 1/1st Nottinghamshire da Artilharia a Cavalo Real (Royal Horse Artillery, RHA); e as baterias 1/A e 1/B da Honourable Artillery Company (HAC). Todas essas baterias tinham sido enviadas para o Egito com a 2.ª Divisão Montada em 1915, mas não foram para Galípoli com a divisão. Em vez disso, serviram em várias operações de defesa do Canal de Suez, na Campanha Senussi com a Força da Fronteira Ocidental e em Adém, onde a Bateria 1/B (HAC) e 1/1st Berkshire (RHA) participaram em duros combates em Sheikh Othman, que resultaram na remoção da ameaça otomana em Adém durante o resto da guerra.
As quatro baterias juntaram-se novamente à 2.ª Divisão Montada quando esta voltou para o Egito em dezembro de 1915. No entanto, o desmebramento da 2ª Divisão começou quase imediatamente, pois as unidades foram enviadas para a Força da Fronteira Ocidental, defesa do Canal de Suez e para outros comandos. Inicialmente, cada bateria estava equioada com quatro peças Ehrhardt 15-pounder, mas foram reequipadas com as mais modernas Ordnance QF 18-pounder (quatro por bateria) antes da Primeira Batalha de Gaza (26 de março de 1917). Na prática, as baterias estavam ligadas taticamente às brigadas montadas; por exemplo, a 1/1st Nottinghamshire RHA à 3.ª Brigada de Cavalaria Ligeira e a 1/A HAC à 4.ª Brigada de Cavalaria Ligeira.
Unidades de apoio
A divisão foi também dotada de unidades de apoio, a maior parte delas integradas diretamente nas brigadas, que incluíam um esquadrão de engenharia, outro de sinais e um comboio (unidade de logística).

## Principais batalhas
A divisão serviu na Campanha do Sinai e Palestina desde a sua formação até ao fim da Primeira Guerra Mundial, tendo participado em pelo menos as seguintes batalhas:
- Primeira Batalha de Gaza (26 de março de 1917)
- Segunda Batalha de Gaza (17 a 19 de abril de 1917)
- Batalha de Bersebá (31 de outubro de 1917)
- Terceira Batalha de Gaza (1 e 2 de novembro de 1917)
- Batalha de Hareira e Sheria (6 e 7 de novembro de 1917)[carece de fontes?]
- Batalha de El Mughar (13 de novembro de 1917)
- Defesa de contra-ataques antes da Batalha de Jerusalém (27 de novembro a 30 de dezembro de 1917)
- Ocupação do Vale do Jordão (fevereiro a setembro de 1918)[carece de fontes?]
- Segunda Batalha do Jordão (30 de abril a 4 de maio de 1918)
- Batalha de Megido (19 a 25 de setembro de 1918)[carece de fontes?]
  - Batalha de Sarom (19 a 25 de setembro de 1918)[carece de fontes?]
    - Captura de Jenin (20 de setembro de 1918)[carece de fontes?]
    - Batalha de Samakh (25 de setembro de 1918)

  - Batalha de Nablus (19 a 25 de setembro de 1918)[carece de fontes?]
- Conquista de Damasco (26 de setembro a 1 de outubro de 1918)
  - Batalha de Jisr Benat Yakub (27 de setembro de 1918)[carece de fontes?]
  - Carga em Kaukab (30 setembro de 1918)[carece de fontes?]
- Perseguição até Haritan (3 a 27 de outubro de 1918)[carece de fontes?]